# John-Silver Lee
Cet article court présente un sujet plus développé dans : Serge Arcouët, Pierre Ayraud et Léo Malet.
John-Silver Lee est un pseudonyme collectif partagé par trois auteurs de romans policiers : Serge Arcouët, Léo Malet et Pierre Ayraud, alias Thomas Narcejac. 
Sous ce nom d'auteur, on trouve sept tomes dont une série aux éditions du Portulan, Slim chez Tito ou Slim et les Soucoupes Volantes, et une autre série aux éditions Amiot-Dumont tel que La colère de Slim, Slim n'aime pas le vélo, Slim entre en scène ou Le ciel est avec Slim.